# 인증서 투명성
인증서 투명성(Certificate Transparency, CT)은 디지털 인증서 발급을 모니터링하고 감사하기 위한 인터넷 보안 표준이다.
HTTPS의 보안은 일부 웹 사이트 또는 IT 인프라의 소유자가 요청한 인증 기관에서만 인증서를 제공한다는 신뢰에 달려 있다. 인증서 투명성은 2010년 DigiNotar에서 발생한 손상된 인증 기관(CA)의 악성 인증서와 같이 실제 소유자의 요청 없이 제공된 인증서를 노출할 가능성이 있다.
RFC 9162는 공개적으로 신뢰할 수 있는 인증 기관에서 발행한 모든 인증서를 최종적으로 기록하여 실수로 또는 악의적으로 발행된 인증서를 효율적으로 식별할 수 있도록 하는 공개 로그 시스템을 정의하는 표준이다.